# Televisora Regional de Portuguesa
Televisora Regional de Portuguesa es un canal de televisión abierta venezolano que emite 24 horas de programación variada con sede en la Ciudad de Guanare para el Estado Portuguesa. Su programación se basa en producciones originales del canal como en series importadas de otros canales nacionales e internacionales, posee sus propios programas de información y opinión esta bajo dirección de la periodista Mayuri Betancourt y es propiedad del empresario Claudio Dibonaventura.

## Programación
Entre sus Programas actuales se encuentran: 
- Películas: Películas pueden pasar a cualquier hora

- Rubí : la novela de televisa a las 9 PM

- Jesús : la serie a las 10 PM

- ' ' Y tu quién eres? teleserie 8:00 PM

- Santa Misa : todos los días desde la televisora se transmite la Santa Misa en vivo a las 12PM , 6Pm y algunas veces en la noche.

- PORTUGUESA POTENCIA : programa informativo de la gobernación del Estado Portuguesa.

TRP NOTICIAS: espacio informativo con noticias regionales y nacionales. 
A Quema Ropa: programa de opinión conducido por el político y periodista Ivan Colmenarez los domingos por la noche.